# Белая Орда
Бе́лая Орда́, или Ак-Орда — западное крыло Улуса Джучи в XIII—XV вв.

## Крыльевая структура Улуса Джучи
Согласно традиционному устройству кочевых государств их территория и население делились на две провинции-крыла. Обычно одно из них располагалось на западе, оно называлось «правое» или «барунгар», а другое, на востоке — «левое» или «джунгар». Улус Джучи был поделен по этому принципу между старшими сыновьями Джучи — Орду-Иченом и Бату. Границей между крыльями служила, по мнению одних историков-медиевистов, река Волга, по мнению других, — река Яик (Урал).
В первоисточниках, при описании удельной системы Золотой Орды встречаются цветовые обозначения: Ак-Орда (Белая Орда) и Кок-Орда (Синяя Орда). Белый и синий цвета — традиционные тюркские и монгольские символы соответственно правой (западной) и левой (восточной) сторон. Цветовые обозначения орд есть как в русских летописях, так и в сочинениях восточных авторов.
Вопрос о цветообозначениях в удельной системе Золотой Орды долгое время оставался неясным, но по мнению большинства российских историков-медиевистов был окончательно разрешен Г. А. Федоровым-Давыдовым. Он выдвинул гипотезу, что кроме первичного, имелось вторичное разделение крыльев, в результате которого внутри каждого из них появились собственные половины, обозначавшиеся цветами. Такое иерархическое деление существенно запутывало проблему и приводило к неверной локализации цветовых орд. Уже к 1980-м годам большинство российских историков-медиевистов пришли к консенсусу, что термин «Кок-Орда» соответствует восточному крылу Улуса Джучи, а «Ак-Орда» — западному крылу.

## «Ак Орда прообраз Казахского государства» — концепт казахстанской историографии
В казахстанской историографии как догма существует концепт «Государство Ак Орда прообраз (предшественник) Казахского государства». По мнению Ж. М. Сабитова и А. К. Кушкумбаева этот концепт является «застывшим во времени стереотипом» и «устаревшей научной гипотезой», которая оказалась живучей в «переферийной части общего научного пространства». В силу отсутствия научной критики спорный тезис принял форму ненаучной догмы. За счет циклического повторения в рамках системы науки и образования догма стала историографической традицией.
По мнению историка-медиевиста Кушкумбаева казахстанская историография стала развиваться автономно начиная с 1937 года. В этом году вышло первое издание монографии Грекова и Якубовского, которая в 1952 году была удостоена Сталинской премии. В ней, в части цветообозначения орд авторы придерживались мнения Хаммер-Пургшталя, что Ак-Орда есть восточная часть Улуса Джучи. Эта точка зрения в советском востоковедении того времени была канонической. Эта монография соответствовала идеологическим установкам того времени и  показывала, как советская историческая наука должна понимать и излагать проблему русско-ордынских отношений. Авторы использовали традиционный для марксистской историографии подход, обратившись к высказываниям классиков марксизма на интересующую тему. Базируясь на высказываниях К. Маркса и И. В. Сталина была сформированы идеологема «татаро-монгольское иго» как «режим систематического террора» и идеологема «тяжелая борьба русского народа с золотоордынским гнетом». Все настоящие и будущие исторические исследования обязаны были подтверждать положения, высказанные классиками.
В 1943 году под редакцией секретаря ЦК Компартии Казахстана по пропаганде и идеологии М. А. Абдыкалыкова и академика А. М. Панкратовой вышло академическое издание «История Казахской ССР с древнейших времен до наших дней», в которой точка зрения о восточном местоположении Ак-Орды была ретранслирована. Также в ней впервые был выдвинут тезис о том, что Ак-Орда это предшественник Казахского ханства:

Среди владений, выделившихся из состава Золотой Орды, наиболее тесно была связана с историей будущего Казахского ханства Белая Орда (Ак-Орда). Столицей Белой Орды был город Сыгнак на Сырдарье. Обособление Белой Орды в особое ханство произошло в конце XIV века после смерти хана Токты. Первый хан Белой Орды Сасы-Бука правил еще как вассал ханов Золотой Орды

Тем самым авторы «Истории Казахской ССР» некритически пересказывали данные Натанзи. Позже эти тезисы закрепились переизданиями официальной версии истории Казахской ССР в 1949 и 1957 годах. В издании 1949 года в русле «спускаемой сверху» идеологемы политические отношения в Казахстане во времена Золотой Орды обозначены как «татаро-монгольское иго в степях Дешти-Кыпчака» во время которого было установлена жесточайшая система господства завоевателей. Эпоха монгольского владычества на территории Казахстана рассматривалась крайне отрицательно, утверждалось что она привела к экономической разрухе, демографической убыли, упадку и деградации городской и оседло-земледельческой культуры. В пику этому утверждалось, что на территории Казахстана золотоордынского времени существовало параллельно другое, близкое к казахам и Казахскому ханству государственное образование — Ак-Орда Орда-Еджена и его потомков.
9 августа 1944 года вышло специальное постановление ЦК ВКП(б) «О состоянии и мерах улучшения массово-политической и идеологической работы в Татарской партийной организации». Началась идеологическая кампания по «правильному» изучению и освещению истории тюркских народов средневекового периода. Занятие историей тюркских народов оказалось на время под негласным запретом. Репрессивная кампания советских идеологических работников получила продолжение в Казахстане в 1945 году. Последующие гонения и репрессии против ученых Казахской Академии наук надолго отбили охоту у них заниматься вопросами изучения истории Золотой Орды. На исследование золотоордынской проблематики было наложено определенное научное табу.
В казахстанской историографии 70-80-х годов XX века, несмотря на то, что к тому времени уже были опубликованы работы М. Г. Сафаргалиева, Г. А. Федорова-Давыдова, Т. И. Султанова, В. Л. Егорова, в которых вполне убедительно были представлены расположения джучидских орд на геополитической карте того времени: Ак Орда на западе и Кок Орда на востоке, продолжали придерживаться схемы предложенной Якубовским. В академическом издании «История Казахской ССР с древнейших времен до наших дней» 1979 года концепт Ак-Орды был окончательно сформулирован. В новом академическом издании «Истории Казахстана» 1997 года сохранялась прежняя трактовка образования чингизидских улусов на территории средневекового Казахстана.
По мнению историка-медиевиста Кушкумбаева основной причиной доминирования в казахстанской историографии устаревшего концепта — это отсутствие подготовленных исследователей как по древней, так и средневековой истории. Лишь единицы историков пытаются скрупулезно и профессионально заниматься историей золотоордынского времени. Именно в этом основная причина отставания средневекового раздела исторической науки в Казахстане от других исследовательских центров и институтов, занимающихся проблемами истории и культуры Золотой Орды.

## Комментарии
1. ↑  На конец первой четверти XXI века большинство историков медиевистов считает, что в работах Г. А. Федорова-Давыдова и В. В. Трепавлова были преодолены ошибки средневековых источников по вопросу локализации Ак-Орды и Кок-Орды; обоснованно предложена локализация Ак и Кок Орды, и доказано наличие вторичного деление улусов на крылья (Тишин, 2019, с. 298), (Лапшина, 2022, с. 132), (Трепавлов, 2009, с. 189).
2. ↑   Золотая Орда. Очерк истории Улуса Джучи в период сложения и расцвета в XIII—XIV вв.